# بولوین سور مر
بولوین سور مر (به اسپانیایی: Boulogne Sur Mer) شهری در کشور آرژانتین، استان بوئنوس آیرس است که در سال ۲۰۰۹ میلادی، حدود ۷۳٬۴۹۶ نفر جمعیت داشته‌است.

## مکان
Boulogne-sur-Mer در شمال فرانسه، در لبه کانال و در دهانه رودخانه Liane قرار دارد. در یک خط مستقیم، بولون تقریباً در 30 کیلومتری (19 مایلی) از کاله، 50 کیلومتری (31 مایلی) از فولکستون، 100 کیلومتری (62 مایلی) از لیل و آمیان، 150 کیلومتری (93 مایلی) از روئن و لندن و 215 کیلومتری است. کیلومتر (134 مایل) از پاریس. بولونی یک شهر نسبتاً مهم در شمال است که بر قلمرو بولون (74 شهر و روستا که بولونی را احاطه کرده اند) تأثیر می گذارد. این ساحل از مکان‌های طبیعی توریستی مهمی مانند دماغه‌های گریس نز و بلان نز (که نزدیک‌ترین نقاط فرانسه به انگلستان هستند) و استراحت‌گاه‌های ساحلی جذابی مانند ویمرو، ویسانت، هاردلو و لو توکه تشکیل شده است. مناطق داخلی عمدتاً روستایی و کشاورزی است.